# Henry DeWolf Smyth
Henry DeWolf « Harry » Smyth (1er mai 1898 – 11 septembre 1986) est un physicien, diplomate et bureaucrate américain qui joua un rôle clé dans le développement de l'énergie nucléaire. Il est par ailleurs connu pour avoir écrit A General Account of the Development of Methods of Using Atomic Energy for Military Purposes, plus connu sous le nom de Smyth Report, un rapport administratif sur le projet Manhattan, à la demande du major général Leslie Groves.

## Biographie

### Enfance
Smyth nait le 1er mai 1898 à Clinton (État de New York), de Ruth Anne Phelps et Charles Henry Smyth, professeur de géologie au Hamilton College. Il a un frère ainé, Charles Phelps Smyth (en), qui deviendra chimiste. La famille déménage à Princeton en 1905 quand le père est invité à devenir professeur à l'Université de Princeton. 
Durant la Première Guerre mondiale, Smyth effectue son doctorat en physique sous la direction de Karl Compton. Il devient à son tour professeur de l'Université de Princeton en 1924, jusqu'à être le directeur du département physique,.

### Seconde guerre mondiale

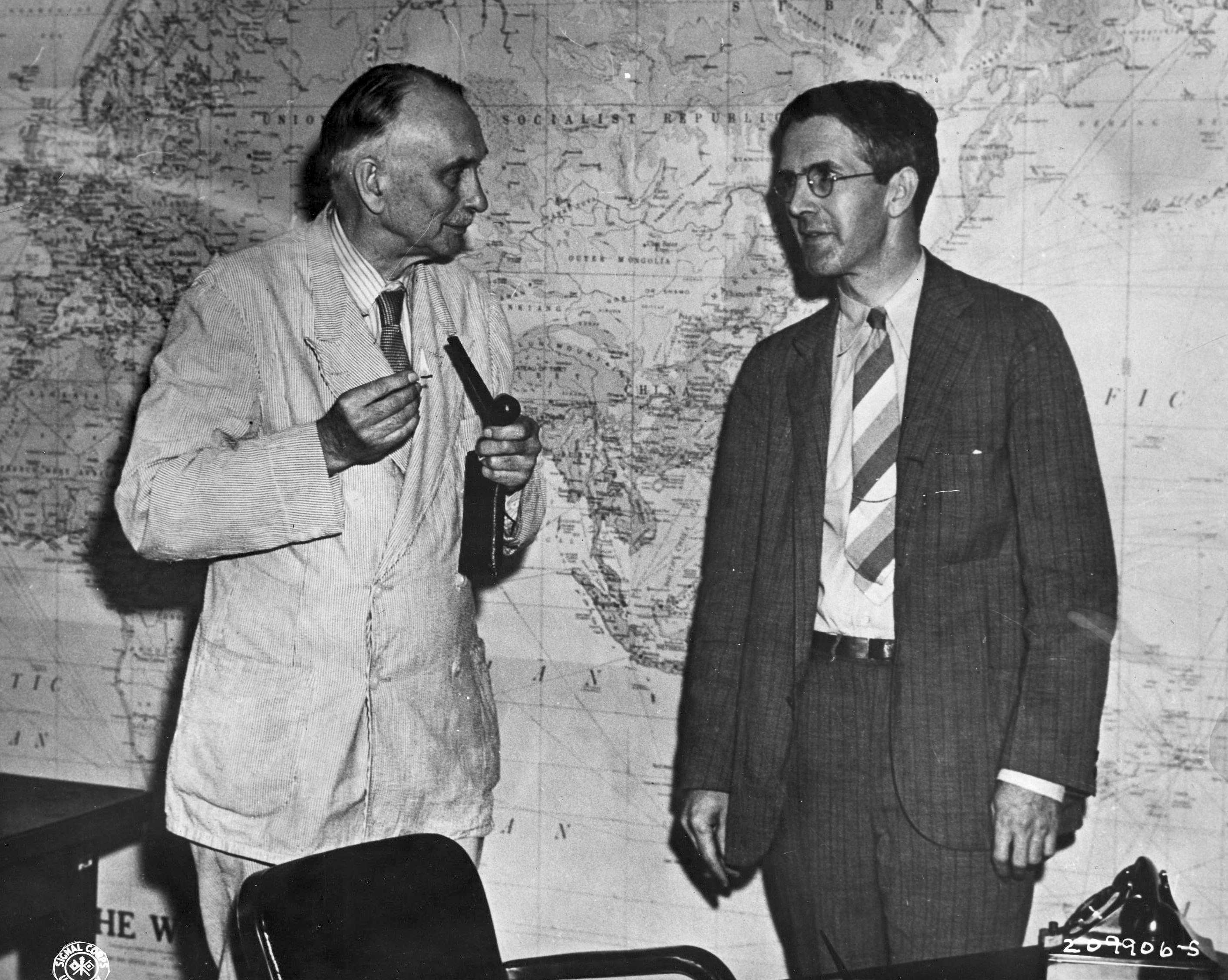
Richard Tolman et Henry Smyth (à droite)

Lors de la Seconde Guerre mondiale, Smyth travaille sur le développement de l'arme nucléaire pour les États-Unis. De 1941 à 1943, il est membre du Comité pour l'Uranium de la National Defense Research Committee, chargé de produire l'Isotope fissile nécessaire pour la bombe A.

### Mort
Le 11 septembre 1986, déjà atteint d'un cancer, Henry Smyth meurt chez lui à l'âge de 88 ans, d'un infarctus. Un hommage est rendu par l'Université de Princeton,.